# Pegaz 011
Pegaz 011 (serbisk kyrilliska: Пегаз 011) är en serbisk stridsdrönare som är under utveckling för Serbiens flygvapen. Drönaren är avsedd för både strid och spaning.

## Historia
Utvecklingen av Pegaz 011 började i slutet av 2010. En prototyp av drönaren presenterades i juni 2011 i Serbiens huvudstad Belgrad. Pegaz-011 utförde sin första flygning i oktober 2011.

## Konstruktion
Drönaren har en längd på 5,39 m, en höjd på 4,24 m och ett vingspann på 6,34 m. Farkosten väger ca 120 kg och har en maximal nyttolast på 40 kg. Den maximala startvikten ligger på ca 230 kg.

## Fart
Farkosten har en marschfart mellan 130- och 150 km/h och kan nå en maximal hastighet på ca 200 km/h. Dess operativa höjd och servicetak är 3 000 m respektive 4 500 m. 

## Kontroll
Pegaz 011 styrs manuellt från en kontroll från marken.

## Övrigt
Pegaz 011 har en räckvidd på ca 100 km och kan vara uppe luften i ungefär 12 timmar.
Drönaren kan lyfta med hjälp av en katapult.

## Bilder

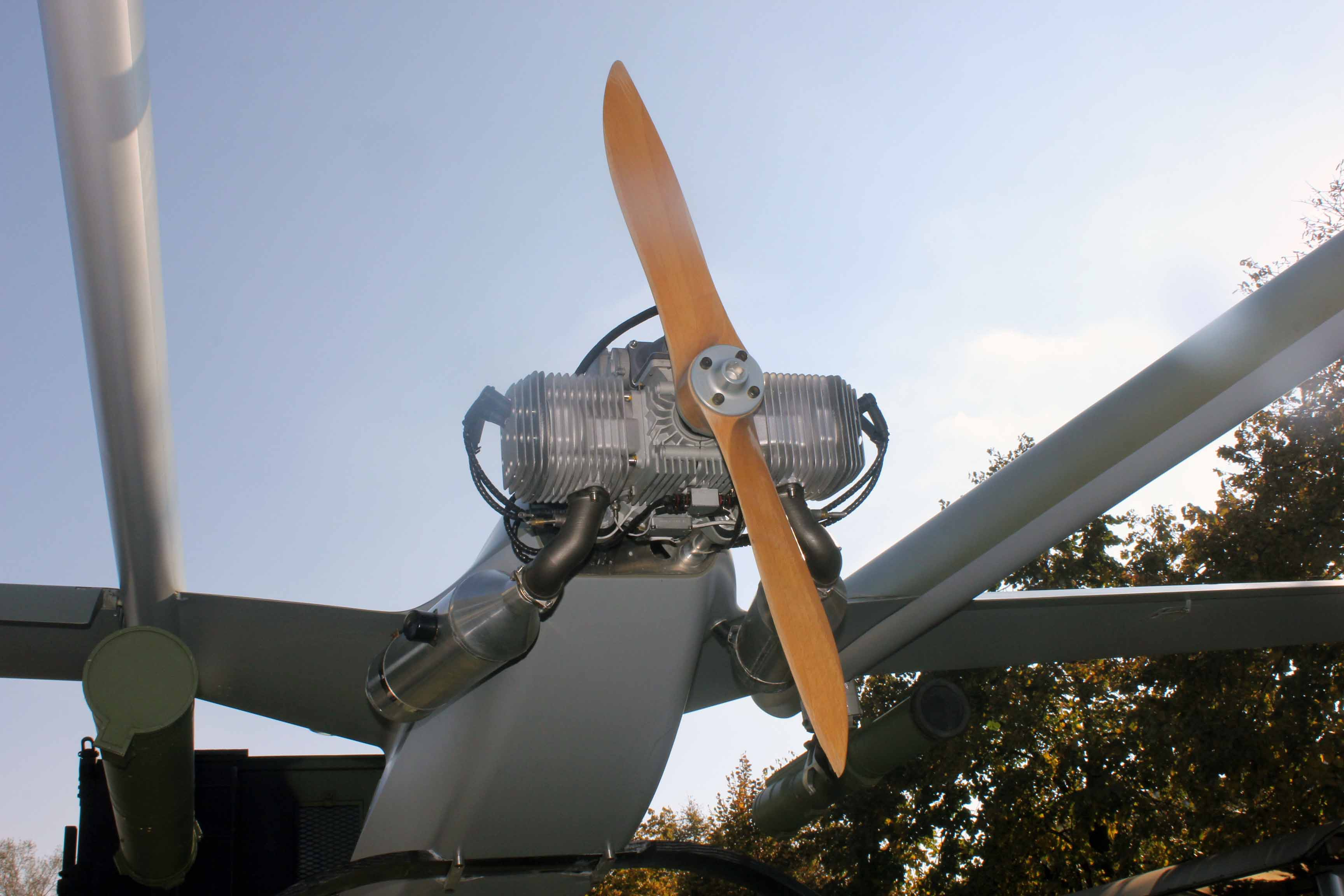
Propellern.
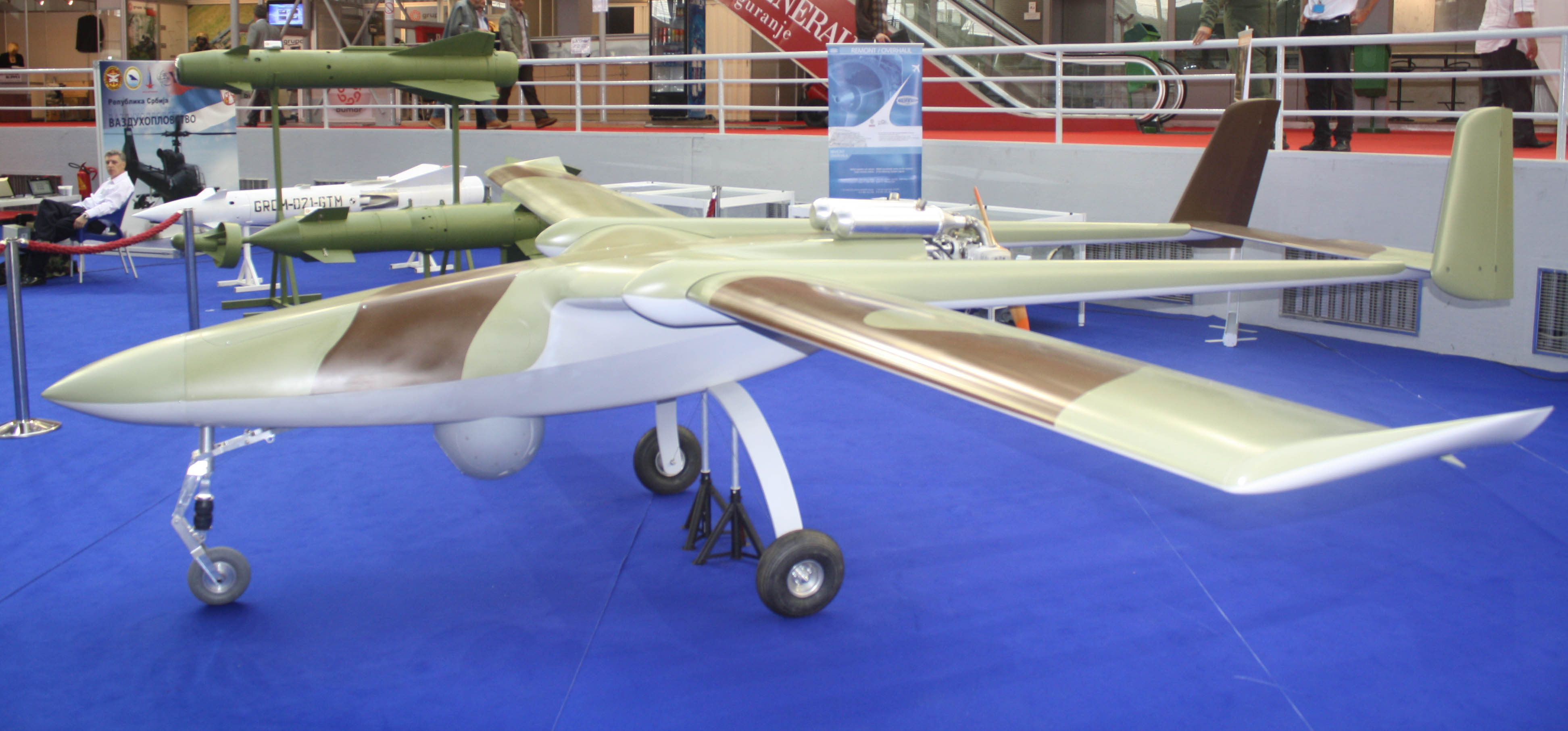
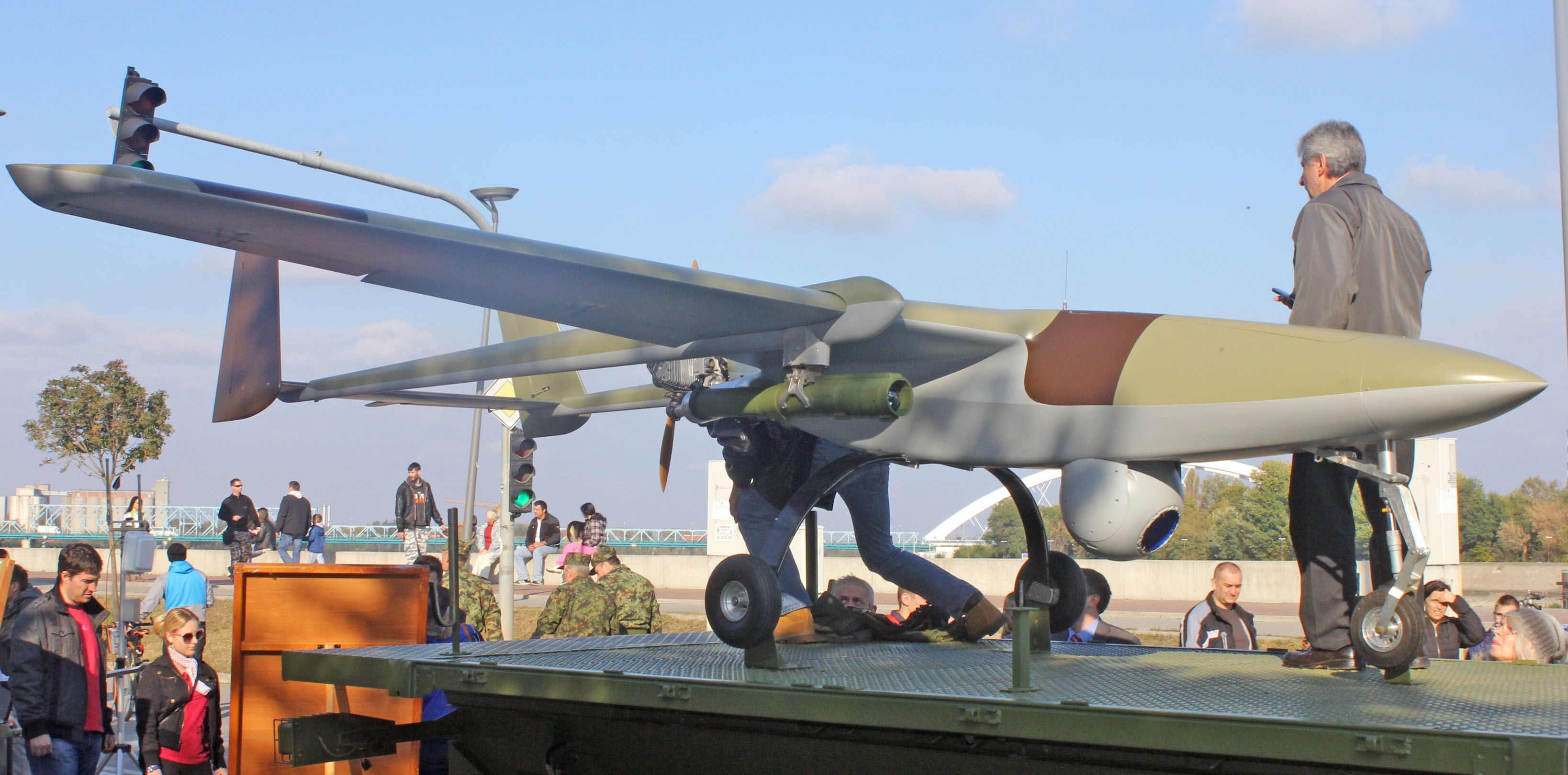